# Баранович, Марина Казимировна
Марина Казимировна Баранович (31 декабря 1901 — 8 января 1975) — переводчица, антропософ, помощница Б. Л. Пастернака, свидетель «Архипелага ГУЛАГа» А. И. Солженицына.

## Биография
Родилась в семье известного московского врача Казимира Феофиловича Барановича, имевшего собственную больницу на Воздвиженке и Александры Владимировны (в девичестве Орловой). Мать скончалась, заразившись дифтеритом, когда Марине было чуть больше пяти лет:10.
Училась в Хвостовской гимназии, затем её перевели в Екатерининский институт, но революция не дала его окончить. В 1918 году арестована одновременно с отцом и помещена в Бутырскую тюрьму. Рассказ М. К. Баранович об этом аресте включён А. И. Солженицыным в «Архипелаг ГУЛАГ». В частности она описывала тесноту в Бутырках в первые месяцы советской власти, когда даже в тюремной прачечной была устроена камера на 70 человек.
В 1921 году поступила в Театральную студию М. А. Чехова. Студия помещалась в так называемой «круглой комнате» в квартире М. А. Чехова в доме на Арбатской площади вблизи позднее снесенной церкви святых Бориса и Глеба. Занятиями руководили М. А. Чехов и В. Н. Татаринов. После ухода из студии Чехова некоторое время была в студии Вахтангова (роль Адельмы в «Принцессе Турандот»). С 1924 года участвовала в выступлениях «Синей блузы» и издательства «Узел» с чтением стихов русских поэтов. В те же годы подружилась с М. А. Волошиным, после чего стала приезжать в гости к семье Волошиных в Коктебель.
Осенью 1929 года Софья Парнок посвятила М. К. Баранович стихотворение «Ты молодая, длинноногая!..», в нём есть слова: «И я люблю тебя, и сквозь тебя, Марина, // Виденье соименницы твоей». Стихотворение навеяно чтением Баранович стихов Цветаевой.
В 1932 году родила дочь Анастасию. С её отцом, Александром Емельяновичем Раевым, Марина Казимировна рассталась ещё до её рождения. Анастасия познакомилась с отцом только во время войны:141.
В 1933—1934 годах работала техническим переводчиком в «Спецстали», подвергалась допросам в НКВД в связи с арестами иностранных сотрудников этого учреждения.

### Антропософия
Деятельность и принципы студии Михаила Чехова базировались в значительной мере на антропософском учении Рудольфа Штейнера. Знакомство с антропософией М. А. Чехов называл «самым счастливым периодом в своей жизни». Поэтому неслучайно в проведении занятий в студии участвовал М. П. Столяров — один из активных деятелей Русского Антропософского Общества. В студии проходили занятия эвритмией. К студийцам приезжал читать лекции Андрей Белый. Здесь же работал над портретом М. А. Чехова и вёл пространные беседы об антропософии, как духовной науке, М. В. Сабашникова. Марина Казимировна сохранила увлечение антропософией, переводила для друзей антропософские произведения.

### Помощь Б. Л. Пастернаку
Баранович впервые встретила Пастернака в издательстве «Узел». Перед войной написала ему письмо, на которое он ответил. После возвращения Пастернака из эвакуации Баранович стала регулярно перепечатывать для него рукописи. «Роман» (названия «Доктор Живаго» ещё не было) она перепечатывала несколько раз. Обширная переписка с Пастернаком издана отдельной книгой. Баранович была не просто машинисткой и помощницей, но и доверенным лицом писателя. Например, когда Борис Леонидович попал в больницу с обширным инфарктом, он обратился именно к М. К. с просьбой передать деньги семье Ольги Ивинской, которая была в то время в лагере, и её семья оставалась без средств к существованию.

### Переводчица
Переводила и с французского, и с английского, и с немецкого. Прочитав первую русское издание Сент-Экзюпери («Земля людей», 1957), Марина Казимировна настолько увлеклась этой книгой, что за несколько лет перевела на русский, не думая о публикации, почти всего Сент-Экзюпери. Впервые «Военный летчик» появился именно в переводе М. К. в журнале Москва (№ 6, 1962). В печати появилась лишь часть этих переводов (её переводы включены в сборник публицистики «Смысл жизни», в её переводе вышла книга «Южный почтовый»), но большинство из них годами ходили в самиздате. Лев Лосев считал, что на Бродского повлиял именно самиздатовский перевод Баранович «Письма генералу X.» Сент-Экзюпери, реминисценции из которого обнаруживаются в стихотворении «Письмо генералу Z.».
Переводила также Р. М. Рильке, П. А. Гольбаха, Брет Гарта (переводы включены в 1 и 6 тома Собрания сочинений), Конан Дойля (рассказы о Шерлоке Холмсе) и других.

### Помощь А. И. Солженицыну
Перепечатывала «Колымские рассказы» для Варлама Шаламова.
Знакомство Баранович с Солженицыным относится к 1965 году. Д. М. Панин дал М. К. без ведома автора «В круге первом», Солженицын захотел познакомиться. Дочь М. К., Анастасия Александровна Баранович-Поливанова предложила писателю помощь в хранении неподцензурных рукописей. Весной 1965-го он передал ей «В круге первом» и 15 экземпляров 2-х своих поэм.
18 сентября 1965 года сотрудники КГБ задержали М. К., провели у неё обыск, изъяли машинку и допрашивали до позднего вечера, после чего следователь ещё много раз приходил для допросов к М. К. домой. В квартире дочери, А. А. Баранович-Поливановой, обыска не было. Экземпляр рукописи «В круге первом» уцелел. По свидетельству А. А. Баранович-Поливановой: «единственное, что их интересовало, — не печатала ли мама „Архипелаг“».
Зять М. К. Баранович Михаил Поливанов перечислен Солженицыным среди его тайных помощников, он один из соавторов сборника «Из-под глыб».
Умерла в 1975 году. Похоронена на Введенском кладбище (11 уч.).

## Семья
- Брат — Максимилиан Казимирович Баранович (1904—после 1985), врач, участник Великой Отечественной войны[11], преподавал в факультетской терапевтической клинике во 2-м Московском медицинском институте (доцент)[12][13].
- Дочь — Анастасия Александровна Баранович-Поливанова (р. 22 февраля 1932, Москва), переводчица, литератор, её муж физик М. К. Поливанов (1930—1992).

## Публикации
Письма
- Переписка Б. Пастернака с М. Баранович. — М.: МИК, 1998. — 103 с. — ISBN 5-87902-008-8.

Переводы
- Гольбах П. А. Письма к Евгении. Здравый смысл. Редакция и статья Ю. Я. Когана. Ответственный редактор Х. Н. Момджян. Перевод М. К. Баранович. Москва: Издательство Академии наук СССР, 1956.